# Cete
Cete (in greco Κέτης) era, secondo quanto ci racconta Diodoro Siculo, un re egiziano che aveva la facoltà di tramutarsi in qualsiasi essere vivente, animale o vegetale, o cosa inanimata desiderasse.
Possesdeva la cosiddetta "scienza della respirazione" che sarebbe stata all'origine della sua magia.
Per questa sua mistica dote di trasfigurazione è talora da alcune fonti identificato con il dio marino Proteo.